# Rosa Parks

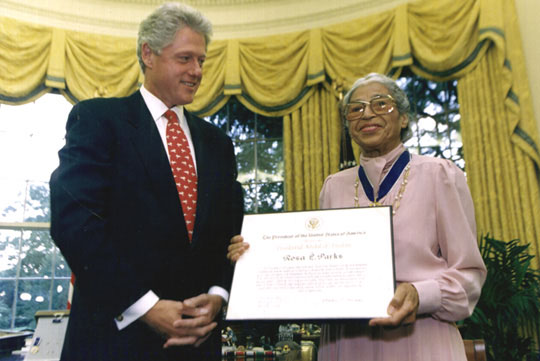
Rosa Parks naast toenmalig president Bill Clinton

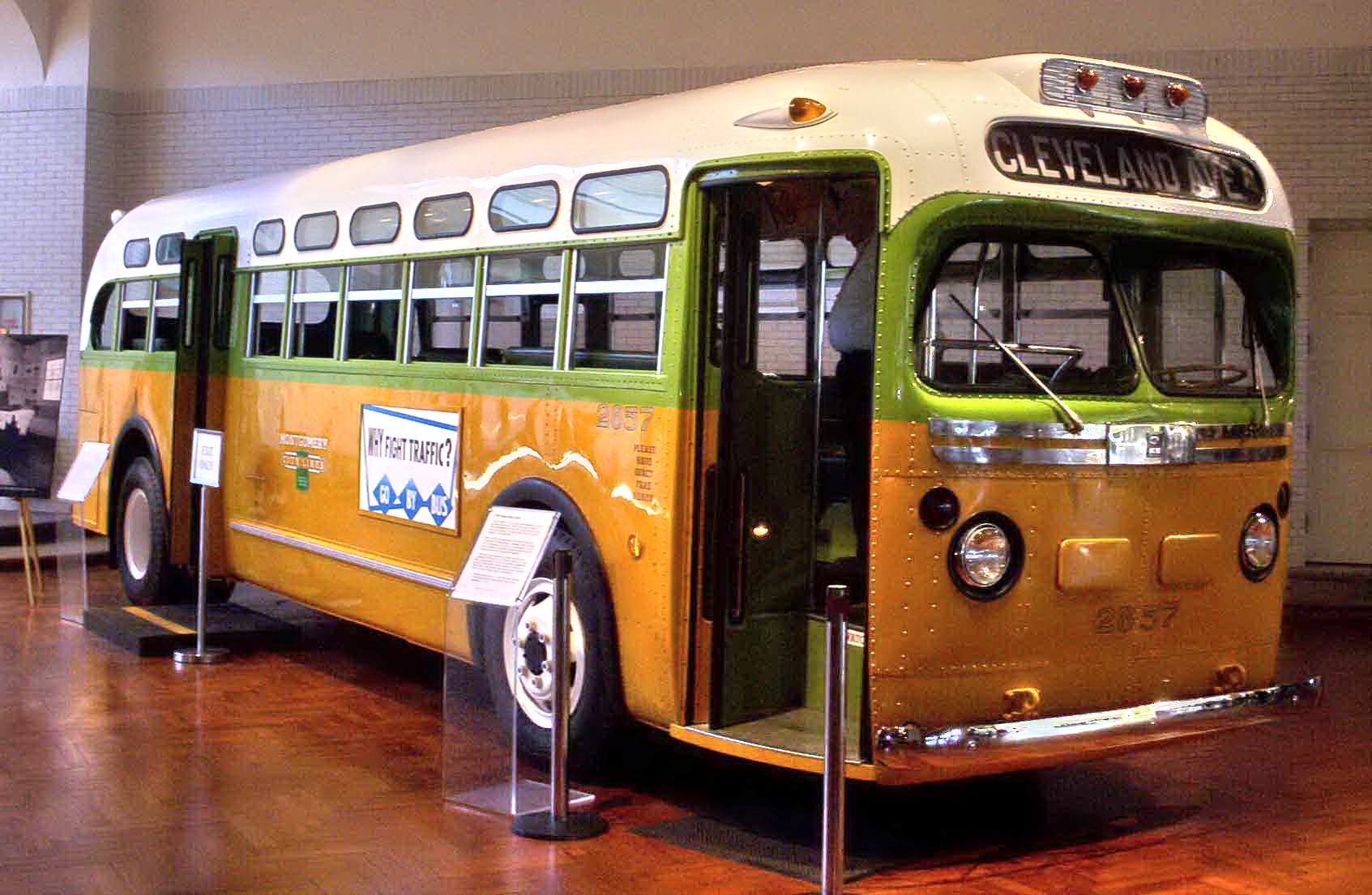
De bus waarin Rosa Parks weigerde haar zitplaats op te geven

Rosa Louise Parks-McCauley (Tuskegee, Alabama, 4 februari 1913 – Detroit, Michigan, 24 oktober 2005) was een Amerikaans burgerrechtenactiviste. Ze is vooral bekend geworden door haar verzetsdaad in 1955 waarbij ze weigerde haar zitplaats in het voor zwarten gereserveerde deel achterin af te staan aan blanke passagiers. Dit gebeurde toen het voor blanken gereserveerde voorste deel van de bus vol raakte.

## Biografie
Parks werd geboren in Tuskegee (Alabama). Ze werkte het grootste deel van haar leven als naaister. Begin jaren 50 werd ze actief in de Afro-Amerikaanse burgerrechtenbeweging. Ze werkte ook als secretaresse voor de NAACP in Montgomery. Op 1 december 1955 weigerde ze om haar zitplaats in het "zwarte gedeelte" van een bus af te staan aan blanke passagiers toen het "blanke gedeelte" vol raakte, zoals de wet in Alabama dat toen voorschreef. De politie werd erbij geroepen en Parks kreeg een boete van $10 (plus $4 griffiekosten). Toen ze weigerde te betalen, werd ze gearresteerd en in februari 1956 berecht voor verstoring van de openbare orde.
Martin Luther King kreeg lucht van de zaak, en begon de geweldloze "Montgomery-busboycot", waardoor het busbedrijf bijna failliet ging en uiteindelijk de scheiding van blanken en zwarten in zijn bussen moest afschaffen. Dit leidde tot meer protesten tegen de rassensegregatie. Intussen was de rechtszaak van Rosa Parks bij het Amerikaanse Hooggerechtshof beland, dat haar in het gelijk stelde en de scheiding tussen blanken en zwarten ongrondwettig verklaarde.
Door haar actie werd ze ontslagen en ook met de dood bedreigd, waardoor ze begin jaren 60 verhuisde naar Detroit, waar ze bleef wonen voor de rest van haar leven. Tussen 1965 en 1968 werkte ze als staflid voor John Conyers, lid van het Huis van Afgevaardigden. In 2004 bleek uit een medisch rapport dat Parks leed aan dementie. Ze overleed uiteindelijk een jaar later, op ruim 92-jarige leeftijd, in haar slaap.

## Eerbetoon
- In 1996 kreeg zij de Presidential Medal of Freedom ('presidentiële vrijheidsmedaille'), de hoogste onderscheiding die aan burgers wordt gegeven door de regering van de VS.
- In 1999 kreeg het Amerikaanse hiphopduo OutKast een Grammy Award voor de single "Rosa Parks" die naar haar was genoemd. Parks zelf was echter niet blij dat haar naam gebruikt werd en spande een rechtszaak aan tegen OutKast. Ze was van mening dat haar naam onwettelijk werd gebruikt om hun muziek te promoten en had problemen met de obscene tekst. Eind 1999 werden de klachten van Parks ongegrond verklaard. Parks ging tegen de uitspraak in hoger beroep, waarbij ze juridisch werd bijgestaan door advocaat Johnnie Cochran.
- Als eerste vrouw in de geschiedenis van de Verenigde Staten werd haar lichaam ten slotte opgebaard in het Capitool, een eer die normaal gesproken alleen aan presidenten en enkele oorlogshelden gegund is.
- Op 2 november 2005 vond in de Greater Grace Temple Church een herdenkingsdienst plaats met als sprekers onder anderen Bill Clinton, voordat Parks bijgezet werd in de Woodlawn Cemetery bij haar echtgenoot en haar moeder.
- Op 27 februari 2013, kort na haar 100e geboortedag, werd in de National Statuary Hall op Capitol Hill door president Barack Obama een beeld ter nagedachtenis aan Rosa Parks onthuld. Eerder die maand was er in de VS ook al een postzegel met haar beeltenis uitgebracht.
- Rosa Parks wordt permanent herdacht in het National Museum of African American History and Culture op de National Mall, waarbij zelfs de jurk die ze droeg bij haar protest op de bus tentoongesteld is.
- In Atlanta, Georgia staat een monument ter nagedachtenis aan Rosa Parks. Ze staat er twee keer afgebeeld: een keer als 42-jarige én een keer als 92-jarige. Ze zijn met elkaar in gesprek en een derde zetel is de uitnodiging om mee te blijven praten over segregatie in de huidige tijd. Het eerbetoon is gemaakt door Martin Dawe uit Atlanta. Het bronzen beeld is genoemd Continuing the Conversation.[2]